# Antonio Marenzi
Antonio Marenzi (Trieste, 20 settembre 1596 – Trieste, 22 ottobre 1662) è stato un vescovo cattolico italiano con cittadinanza austriaca, discendente da una famiglia originaria di Bergamo che nel 1440 aveva ricevuto da Filippo Maria Visconti, duca di Milano, il titolo nobiliare ereditario di conte di Tagliuno e Telgate.

## Biografia

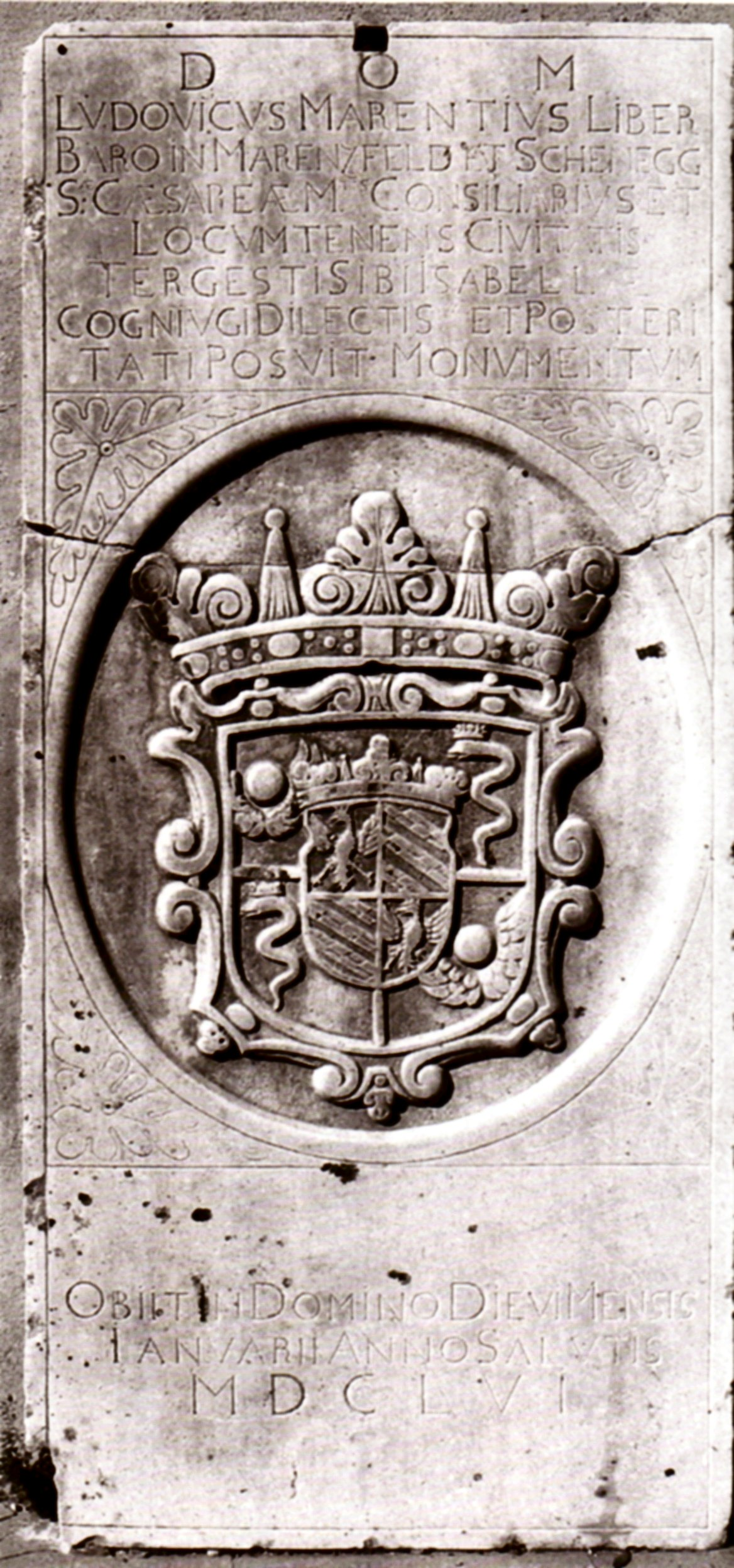
Epitaffio del vescovo Marenzi nella cattedrale di Trieste

Figlio di Nicolò Marenzi e Caterina di Giorgio, Antonio Marenzi studiò le arti liberali nelle scuole gesuitiche di Trieste e Graz, senza però conseguire un titolo di dottorato. Nel 1620 fu accolto insieme al fratello Francesco nel decurionato di Trieste e nel 1623 ricoprì l'incarico di giudice e rettore della città.
Il 16 febbraio 1624 sposò Lugrezia Calò, dalla quale ebbe una figlia ed un figlio di nome Francesco (questi morto nel 1650). Rimasto vedovo dopo appena 4 anni di matrimonio, nel 1628 scelse la vita ecclesiastica e ricevette la consacrazione sacerdotale nel 1631 dal vescovo triestino Pompeo Coronini. Come vicario generale, Marenzi, che era anche parroco di Krško e protonotario apostolico, lavorò molto efficacemente per cinque anni. Per questo motivo, nel 1635, l'imperatore Ferdinando II lo nominò per la sede vescovile di Pedena, in Istria. Dopo la conclusione del processo informativo a Vienna, durante il quale emerse che Marenzi, contrariamente a quanto affermato da alcuni testimoni, non possedeva un dottorato, ci fu un ritardo nella conferma papale. Questa fu concessa solo nel 1637 cum dispensatione super defectus Doctoratus. In occasione della legazione imperiale guidata dal principe Giovanni Antonio I di Eggenberg, nel 1638 tenne un discorso ufficiale davanti al Papa a nome di Ferdinando III, ricevendo grandi elogi. In quell'occasione ricevette anche l'ordinazione episcopale. L'anno successivo, dedicò all'imperatore una versione tradotta in latino e ampliata con due epigrammi su Vite di S. Niceforo martire e di S. Niceforo vescovo di Pedena, scritta nel 1611 da Nicolò Manzuoli. Fu per quattro anni vicario generale delle truppe imperiali e consigliere dell'arciduca Leopoldo Guglielmo d'Austria.
Il 26 aprile 1646, l'imperatore lo nominò per la vacante diocesi di Trieste, e il 30 giugno ricevette l'incarico di amministratore per tre mesi e, dopo la conclusione del processo canonico davanti al cardinale Girolamo Colonna, fu confermato vescovo il 10 settembre 1646. In questa veste, riportò al Papa nel 1650 e nel 1662 lo stato della diocesi. Il 15 settembre 1654 fu elevato dall'imperatore Ferdinando III al titolo di barone di Marensfeld e Schönegg, per i suoi meriti verso la casa d'Austria. Nel 1659 ottenne per sé un seggio e una voce nel Consiglio dei Nobili e dei Cavalieri di Gorizia. Marenzi si dedicò instancabilmente a visite pastorali, consacrazioni di chiese e altari, e ordinazioni, prestando particolare attenzione alla venerazione delle reliquie, delle quali possedeva, anche grazie a donazioni papali, una vasta collezione, che lasciò alle chiese della sua diocesi.
Morì a Trieste il 22 ottobre 1662 e venne sepolto nella cattedrale di San Giusto.

## Genealogia episcopale
La genealogia episcopale è:
- Cardinale Guillaume d'Estouteville, O.S.B.Clun.
- Papa Sisto IV
- Papa Giulio II
- Cardinale Raffaele Sansone Riario
- Papa Leone X
- Papa Paolo III
- Cardinale Francesco Pisani
- Cardinale Alfonso Gesualdo di Conza
- Papa Clemente VIII
- Cardinale Pietro Aldobrandini
- Cardinale Laudivio Zacchia
- Cardinale Antonio Barberini, O.F.M.Cap.
- Cardinale Alessandro Cesarini
- Vescovo Antonio Marenzi